# Blåbärstjärnen, Lappland
Blåbärstjärnen är en sjö i Arjeplogs kommun i Lappland och ingår i Skellefteälvens huvudavrinningsområde.